# (13032) Tarn
(13032) Tarn est un astéroïde de la ceinture principale.

## Description
(13032) Tarn est un astéroïde de la ceinture principale. Il fut découvert par Eric Walter Elst le 7 octobre 1989 à l'ESO. Il présente une orbite caractérisée par un demi-grand axe de 2,72 UA, une excentricité de 0,042 et une inclinaison de 4,87° par rapport à l'écliptique.
Il fut nommé d'après le Tarn, rivière française de 375 km de long qui prend sa source en Lozère.

## Compléments